# Полежаев, Вадим Иванович
Вадим Иванович Полежаев (29 июля 1936 года — 29 мая 2013 года) — советский физик, доктор физико-математических наук, специалист в области механики жидкости и газа, заведующий лабораторией математического и физического моделирования в гидродинамике Института проблем механики РАН, профессор, заслуженный деятель науки Российской Федерации, лауреат премии им. академика Г. И. Петрова и премии имени К. Э. Циолковского (2002).

## Деятельность
Вадим Полежаев — известный учёный-механик в области моделирования процессов конвективного тепло- и массообмена, в том числе в средах вблизи термодинамической критической точки. Он очень много сделал для российской науки, для определения приоритетных направлений, координации и развития исследований в области гидродинамики и тепломассобмена в условиях невесомости. Вадим Иванович известен как соруководитель программ российских и российско-французских экспериментов на орбитальных станциях «Мир» и «МКС». Его авторитет в науке чрезвычайно высок.
Исследовал самостоятельно и как руководитель его научной школы задачи свободной конвекции, вопросы устойчивости конвективных движений, изучение переходных и турбулентных режимов, процессы тепло- и массопереноса в космосе и земных условиях, а также разработка эффективных методов численного моделирования процессов тепло- и массопереноса на основе уравнений Навье-Стокса для сжимаемого газа, несжимаемой жидкости и других математических моделей.
Впервые получены результаты, такие как формулировка общих закономерностей конвективного тепло- и массообмена и температурного/ концентрационного расслоения в замкнутых объёмах (эффект максимума температурной/концентрационной стратификации), прямое численное моделирование переходных и турбулентных режимов тепловой гравитационной конвекции в вертикальном слое.
Под его руководством были выполнены комплексные исследования пространственной структуры и устойчивости конвективных процессов; опыт исследования конвекции и многопараметрического моделирования конвективных процессов на основе уравнений Навье-Стокса обобщён в виде программного комплекса — «компьютерной лаборатории».
Член Научного совета Международного комитета по тепло- и массообмену, член редколлегии «Известия РАН. Механика жидкости и газа», один из инициаторов проведения Всесоюзного (с 1979 г.), а в дальнейшем — Международный симпозиум «Гидромеханика и тепломассообмен в условиях невесомости».
Также Полежаев воспитал и вырастил большую плеяду учеников, 14 из которых защитили кандидатские диссертации. На его книгах (написанных с соавторами) «Численное моделирование процессов тепло- и массообмена», «Математическое моделирование конвективного тепломассообмена на основе уравнений Навье—Стокса», «Конвективные процессы в невесомости» выросло не одно поколение исследователей.
Количество публикаций — 151, количество цитирований — 1833, индекс Хирша — 13.
Вадима Ивановича отличала многогранность интересов, он любил живопись, поэзию, музыку, прекрасно играл в шахматы, был заядлым туристом.
До последних дней он оставался доброжелательным, отзывчивым человеком.
Умер 29 мая 2013 года. Похоронен на Введенском кладбище (30 уч.).

## Награды
- Премия имени К. Э. Циолковского (2002, совместно с С. А. Никитиным, В. В. Сазоновым) — за цикл работ «Математическое моделирование процессов тепломассопереноса, используемых в космическом материаловедении»
- Заслуженный деятель науки Российской Федерации (1997)